# Muzeum Historyczne „Skarb” w Policach
Muzeum Historyczne „Skarb” w Policach – muzeum z siedzibą w Policach. Placówka jest prowadzona przez Stowarzyszenie Przyjaciół Ziemi Polickiej „Skarb” na terenie dawnej fabryki benzyny syntetycznej Hydrierwerke Pölitz AG.
Stowarzyszenie działa i udostępnia do zwiedzania teren fabryki od 2006 roku. W 2010 roku w dwóch schronach, mieszczących siedzibę stowarzyszenia, zorganizowana została wystawa, poświęcona historii Polic, dawnej fabryki oraz obozów, których więźniowie pracowali przy produkcji benzyny. Ponadto muzeum posiada zbiory militariów, techniki użytkowej oraz dokumentów i fotografii, w większości obejmujące okres II wojny światowej.
Bezpłatne zwiedzanie terenu fabryki oraz muzeum odbywa się w każdą sobotę o godzinie 10. Grupa jest oprowadzana przez członków Stowarzyszenia.